# Fußball-Weltmeisterschaft 1990/Italien
Die italienische Fußballnationalmannschaft bei der Fußball-Weltmeisterschaft 1990:

## Qualifikation
Als Gastgeber der WM war Italien automatisch für das Turnier qualifiziert.

## Italienisches Aufgebot
| Nr.               | Name                | Verein vor WM-Beginn | Geburtstag | Spiele   | Tore     | Gelbe Karte | Rote Karte |
| Torhüter          | Torhüter            | Torhüter             | Torhüter   | Torhüter | Torhüter | Torhüter    | Torhüter   |
| ----------------- | ------------------- | -------------------- | ---------- | -------- | -------- | ----------- | ---------- |
| 1                 | Walter Zenga        | Inter Mailand        | 28.04.1960 | 7        | 0        | 0           | 0          |
| 12                | Stefano Tacconi     | Juventus Turin       | 13.05.1957 | 0        | 0        | 0           | 0          |
| 22                | Gianluca Pagliuca   | Sampdoria Genua      | 18.12.1966 | 0        | 0        | 0           | 0          |
| Abwehrspieler     |                     |                      |            |          |          |             |            |
| 2                 | Franco Baresi       | AC Mailand           | 08.05.1960 | 7        | 0        | 0           | 0          |
| 3                 | Giuseppe Bergomi    | Inter Mailand        | 22.12.1963 | 7        | 0        | 0           | 0          |
| 4                 | Luigi De Agostini   | Juventus Turin       | 07.04.1961 | 6        | 0        | 1           | 0          |
| 5                 | Ciro Ferrara        | SSC Neapel           | 11.02.1967 | 1        | 0        | 0           | 0          |
| 6                 | Riccardo Ferri      | Inter Mailand        | 20.08.1963 | 7        | 0        | 1           | 0          |
| 7                 | Paolo Maldini       | AC Mailand           | 26.06.1968 | 7        | 0        | 0           | 0          |
| 8                 | Pietro Vierchowod   | Sampdoria Genua      | 06.04.1959 | 3        | 0        | 0           | 0          |
| Mittelfeldspieler |                     |                      |            |          |          |             |            |
| 9                 | Carlo Ancelotti     | AC Mailand           | 10.06.1959 | 3        | 0        | 0           | 0          |
| 10                | Nicola Berti        | Inter Mailand        | 14.04.1967 | 4        | 0        | 2           | 0          |
| 11                | Fernando De Napoli  | SSC Neapel           | 15.03.1964 | 6        | 0        | 0           | 0          |
| 13                | Giuseppe Giannini   | AS Rom               | 20.08.1964 | 7        | 1        | 1           | 0          |
| 14                | Giancarlo Marocchi  | Juventus Turin       | 04.07.1965 | 0        | 0        | 0           | 0          |
| 17                | Roberto Donadoni    | AC Mailand           | 09.09.1963 | 5        | 0        | 0           | 0          |
| Stürmer           |                     |                      |            |          |          |             |            |
| 15                | Roberto Baggio      | AC Florenz           | 18.02.1967 | 5        | 2        | 1           | 0          |
| 16                | Andrea Carnevale    | AS Rom               | 12.01.1961 | 2        | 0        | 0           | 0          |
| 18                | Roberto Mancini     | Sampdoria Genua      | 27.11.1964 | 0        | 0        | 0           | 0          |
| 19                | Salvatore Schillaci | Juventus Turin       | 01.12.1964 | 7        | 6        | 0           | 0          |
| 20                | Aldo Serena         | Inter Mailand        | 25.06.1960 | 3        | 1        | 0           | 0          |
| 21                | Gianluca Vialli     | Sampdoria Genua      | 09.07.1964 | 3        | 0        | 0           | 0          |
| Trainer           |                     |                      |            |          |          |             |            |
|                   | Azeglio Vicini      |                      | 20.03.1933 |          |          |             |            |

## Italienische Spiele bei der WM 1990

### Vorrunde (Gruppe A)
- Italien – Österreich 1:0 – Tor: 1:0 Schillaci (78. Minute)
- Italien – USA 1:0 – Tor: 1:0 Giannini (11. Minute)
- Italien – Tschechoslowakei 2:0 – Tore: 1:0 Schillaci (10. Minute), 2:0 Baggio (78. Minute)

### Achtelfinale
- Italien – Uruguay 2:0 – Tore: 1:0 Schillaci (65. Minute), 2:0 Serena (83. Minute)

### Viertelfinale
- Italien – Irland 1:0 – Tor: 1:0 Schillaci (37. Minute)

### Halbfinale
- Italien – Argentinien 1:1 n. V., 3:4 n. E. – Tore: 1:0 Schillaci (17. Minute), 1:1 Caniggia (67. Minute)
  - Schützen im Elfmeterschießen: 1:0 Baresi, 1:1 Serrizuela, 2:1 Baggio, 2:2 Burruchaga, 3:2 de Agostini, 3:3 Olarticoechea, Donadoni vergibt, 3:4 Maradona, Serena vergibt

Bis zum Halbfinale verließ sich Italien auf die Tore von Schillaci und eine starke Defensive. Caniggia war der erste, der Walter Zenga mit einem Kopfball überwinden konnte. Der Titelverteidiger Argentinien hatte im Elfmeterschießen dann noch einen Elfmetertöter namens Sergio Goycochea im Tor, der bereits dafür gesorgt hatte, dass Argentinien bis ins Halbfinale vorstoßen konnte.

### Spiel um den dritten Platz
- Italien – England 2:1 – Tore: 1:0 Baggio (70. Minute), 1:1 Platt (80. Minute), 2:1 Schillaci (85. Minute per Foulelfmeter)